# 两芒山羊草
两芒山羊草（学名：Aegilops biuncialis），为禾本科山羊草属下的一个植物种，原产于地中海、黑海和中东。

## 原產地
- 加那利群岛
- 佛得角
- 土耳其的欧洲部分
- 摩洛哥
- 阿尔及利亚
- 羅馬尼亞
- 保加利亚
- 乌克兰
- 西班牙
- 法国
- 希腊
- 土耳其
- 意大利
- 伊朗
- 高加索山脉
- 巴勒斯坦
- 黎巴嫩以及叙利亚
- 伊拉克
- 賽普勒斯[3]